# Championnat d'Europe féminin de football 2025
Navigation
Euro 2022 Euro 2029
Le championnat d'Europe féminin de football 2025 ou Euro féminin de l'UEFA 2025, est la quatorzième édition du championnat d'Europe féminin de football organisé par l'UEFA et rassemblant les meilleures sélections nationales féminines européennes. La précédente édition s'est déroulée seulement trois ans auparavant, en 2022 en Angleterre, en raison du report d'un an dû à la pandémie de coronavirus.
La phase finale réunit seize équipes, du 2 au 27 juillet 2025 en Suisse. Cette nation accueille pour la première fois l'Euro féminin.

## Organisation du tournoi
Quatre candidatures sont officiellement déposées pour l'organisation de la phase finale,
- Pologne : La Pologne se porte candidate le 3 juin 2021. Le président de la fédération polonaise de football justifie sa candidature en évoquant le gain en popularité du football féminin[1]. Les villes d'accueil choisies sont Białystok, Bielsko-Biała, Gdańsk, Gdynia, Lublin, Łódź, Tychy, Varsovie et Wrocław.
- Danemark /  Finlande /  Norvège /  Suède : Plusieurs pays nordiques, le Danemark, la Finlande, la Norvège et la Suède soumettent une candidature commune, avec le soutien de l'Islande et des Îles Féroé, comme annoncé le 15 octobre 2021[2]. Le dossier de candidature officielle est rendu public en avril 2022[3]. Les villes choisies pour accueillir la compétition sont Stockholm et Göteborg en Suède, Copenhague et Odense au Danemark, Oslo et Trondheim en Norvège, Helsinki et Tampere en Finlande.
- France : La France annonce officiellement sa candidature le 3 février 2022 après avoir accueilli la Coupe du monde en 2019[4]. Les villes hôtes sont Rennes-Nantes, Lens-Valenciennes, Reims-Metz, Paris-Lyon. Le dossier de candidature comporte également deux villes hôtes réserves : Le Havre et Troyes[5]. Cependant, après l'échec de l'organisation de la finale de la Ligue des Champions 2022 au Stade de France, la candidature de la France se retrouve en difficulté[6].
- Suisse : La Suisse se porte également candidate afin de "continuer à promouvoir et à faire progresser le football féminin et des filles en Suisse", selon le président de l'Association Suisse de Football[7]. Les villes retenues sont Bâle, Berne, Genève, Lucerne, Lausanne, Zurich, Thoune, Saint-Gall et Sion.

Avant son invasion par la Russie, l'Ukraine a également fait part de son intérêt à accueillir l'événement, sans pour autant avoir déposé de dossier de candidature.
Le 4 avril 2023, l'UEFA désigne la Suisse comme pays hôte.

## Villes et stades
Le projet initial compte 11 stades mais les stades de Schaffhouse et de Vaduz, considérés trop petits, sont recalés pour ne pas compromettre la candidature suisse.
Alors qu'elle faisait partie initialement de la candidature suisse, Lausanne se retire de l'organisation de l'Euro, privilégiant la Fête fédérale de gymnastique. Les pelouses des stades de Berne et de Thoune, habituellement en gazon synthétique, sont remplacées pour l'occasion par du gazon naturel.
Le 2 décembre 2023, le comité exécutif de l'UEFA confirme que le match d'ouverture et la finale se dérouleront au Parc Saint-Jacques de Bâle.
| \| Lucerne Bâle Berne Genève Saint-Gall Sion Zurich Thoune \| Localisation des 8 villes sélectionnées |
| Lucerne Bâle Berne Genève Saint-Gall Sion Zurich Thoune                                               |

| Lucerne Bâle Berne Genève Saint-Gall Sion Zurich Thoune |

## Communication et produits dérivés

### Logo
Le logo est assez similaire à celui de l'Euro 2022, il suit son format nouvellement employé. Le nom du pays et la date changent pour l'occasion, avec en plus un teint et des couleurs pouvant varier selon leur emploi.

### Slogan
Le slogan officiel de la compétition est « Gravissons les sommets de l'émotion », présenté par Nadine Kessler, responsable du football féminin de l'UEFA.

### Ballon officiel
Le ballon utilisé pendant le tournoi se nomme « Konektis » et est présenté sur le site de l'UEFA le 16 décembre 2024. Il a pour particularité d'intégrer les technologies de pointe du football, comprenant notamment les outils permettant de faire s'appliquer la VAR, de la même manière que lors de l'Euro 2024. Par rapport à ses formes et son design, celui-ci s'inspire librement des paysages à relief de la Suisse, territoire entouré de manière générale par la chaîne de montagne des Alpes, ses couleurs y font également allusion. Concernant son usage, il doit permettre au football de se développer de façon universelle, avec une structure des plus classiques.

### Chanson
Contrairement à l'édition précédente, l'Euro féminin 2025 n'a pas de chanson officielle. Une composition musicale intitulée « Passion » a cependant été choisie par la ville de Berne pour en faire officieusement la « chanson de l'Euro », mais l'UEFA a rapidement réagi car les droits d'auteur concernant l'utilisation du terme « Euro » n'ont pas été respectés. L'UEFA, qui n'avait de toute façon pas prévu de chanson officielle, a ainsi exigé le retrait de la mention « chanson de l'Euro » afin d'éviter que cette chanson soit perçue à tort comme « officielle ».
De son côté l'Association suisse de football a mis avant une chanson lyrique de la Suissesse Klara Germanier, membre du groupe « Solong », intitulée « GoGoGo » et produite dans le cadre d'une campagne promotionnelle de Lausanne, l'une des villes hôtes du tournoi. Cette chanson devrait servir d'« hymne » pour la sélection du pays hôte, la Nati.

### Mascotte
La mascotte officielle de cette édition est Maddli, une jeune saint-bernard enthousiaste et amatrice du ballon rond. Son nom est un hommage à Madeleine Boll qui est considérée comme une pionnière du football féminin suisse.

## Équipes qualifiées

Qualifiée
Non qualifiée
Non entrée en compétition
Exclue

Les 55 équipes nationales affiliées à l'UEFA pouvaient s'inscrire à la compétition avant le 23 mars 2023, ce qui impliquait une participation à la fois à la première Ligue des nations féminine de l'UEFA 2023-2024 et aux qualifications pour l'Euro féminin 2025.
51 équipes, au total, ont participé à la phase de qualification. La Russie n'a pas été autorisée à participer, les équipes russes étant suspendues jusqu'à nouvel ordre de toute compétition de l'UEFA et de la FIFA depuis le 28 février 2022 en raison de l'invasion de l'Ukraine.  Enfin, les petites nations de Gibraltar, du Liechtenstein et de Saint-Marin n'ont pas soumis d'inscription.
Sur les 16 équipes qualifiées, 14 avaient disputé la phase finale précédente en 2022. L'Autriche et l'Irlande du Nord sont les seules qui étaient présentes en 2022 à avoir échoué en phase éliminatoire; elles sont de fait « remplacées » par la Pologne et le Pays de Galles qui participent pour la première fois à une phase finale de compétition majeure.
| Pays                       | Date de qualification                          | Participations précédentes                                                | Meilleur résultat                                                | Dernière participation  |
| -------------------------- | ---------------------------------------------- | ------------------------------------------------------------------------- | ---------------------------------------------------------------- | ----------------------- |
| Suisse (Pays organisateur) | Qualifié d'office, désignation le 4 avril 2023 | 2 2017, 2022                                                              | Premier tour (2) (2017, 2022)                                    | 2022 1er tour           |
| Allemagne                  | 4 juin 2024                                    | 11 1989, 1991, 1993, 1995, 1997, 2001, 2005, 2009, 2013, 2017, 2022       | Vainqueur (8) · (1989, 1991, 1995, 1997, 2001, 2005, 2009, 2013) | 2022 · Finaliste        |
| Espagne                    | 4 juin 2024                                    | 4 1997, 2013, 2017, 2022                                                  | Demi-finaliste · (1997)                                          | 2022 Quart de finaliste |
| Islande                    | 12 juillet 2024                                | 4 2009, 2013, 2017, 2022                                                  | Quart de finaliste (2013)                                        | 2022 1er tour           |
| Danemark                   | 12 juillet 2024                                | 10 1984, 1991, 1993, 1997, 2001, 2005, 2009, 2013, 2017, 2022             | Finaliste · (2017)                                               | 2022 1er tour           |
| France                     | 12 juillet 2024                                | 7 1997, 2001, 2005, 2009, 2013, 2017, 2022                                | Demi-finaliste · (2022)                                          | 2022 · Demi-finaliste   |
| Italie                     | 16 juillet 2024                                | 12 1984, 1987, 1989, 1991, 1993, 1997, 2001, 2005, 2009, 2013, 2017, 2022 | Finaliste (2) · (1993, 1997)                                     | 2022 1er tour           |
| Pays-Bas                   | 16 juillet 2024                                | 4 2009, 2013, 2017, 2022                                                  | Vainqueur · (2017)                                               | 2022 Quart de finaliste |
| Angleterre T               | 16 juillet 2024                                | 9 1984, 1987, 1995, 2001, 2005, 2009, 2013, 2017, 2022                    | Vainqueur · (2022)                                               | 2022 · Vainqueur        |
| Belgique                   | 3 décembre 2024                                | 2 2017, 2022                                                              | Quart de finaliste (2022)                                        | 2022 Quart de finaliste |
| Pologne                    | 3 décembre 2024                                | 0 (Première apparition)                                                   | -                                                                | -                       |
| Finlande                   | 3 décembre 2024                                | 4 2005, 2009, 2013, 2022                                                  | Demi-finaliste · (2005)                                          | 2022 1er tour           |
| Portugal                   | 3 décembre 2024                                | 2 2017, 2022                                                              | 1er tour (2017, 2022)                                            | 2022 1er tour           |
| Norvège                    | 3 décembre 2024                                | 12 1987, 1989, 1991, 1993, 1995, 1997, 2001, 2005, 2009, 2013, 2017, 2022 | Vainqueur (2) · (1987, 1993)                                     | 2022 1er tour           |
| Suède                      | 3 décembre 2024                                | 11 1984, 1987, 1989, 1995, 1997, 2001, 2005, 2009, 2013, 2017, 2022       | Vainqueur · (1984)                                               | 2022 · Demi-finaliste   |
| Pays de Galles             | 3 décembre 2024                                | 0 (Première apparition)                                                   | -                                                                | -                       |

### Camps de base
Toute sélection possède un « camp de base » sur le territoire suisse où elle s'entraîne et loge pendant toute la durée du tournoi, du 2 juillet jusqu'à son élimination.
| \| Zurich Saillon Neuchâtel Lausanne Genève Heiden Gunten Weggis Spiez Lipperswil Unterägeri Cham Thoune \| Localisation du camp de base de chaque équipe. |
| Zurich Saillon Neuchâtel Lausanne Genève Heiden Gunten Weggis Spiez Lipperswil Unterägeri Cham Thoune                                                      |

## Arbitres officiels
La liste officielle des arbitres de la compétition a été divulguée le lundi 31 mars par l'UEFA ; dans le cadre d'un partenariat avec la CONMEBOL, un trio sud-américain sera présent pendant cette compétition.
La présentation tabulaire ci-dessous ne préfigure pas des équipes arbitrales, elle est uniquement géographique.
| Arbitres centrales                           | Arbitres assistantes   | Arbitres assistantes   | VAR                                      |
| -------------------------------------------- | ---------------------- | ---------------------- | ---------------------------------------- |
| Edina Alves Batista                          | Neuza Back             | Fabrini Bevilaqua      |                                          |
|                                              | Emily Carney           |                        | Jarred Gillett Sian Massey-Ellis         |
| Ivana Martinćič                              | Sanja Rođak-Karšić     |                        |                                          |
| Frida Klarlund                               | Fie Bruun              |                        |                                          |
| Marta Huerta de Aza                          | Eliana Fernández       | Guadalupe Porras Ayuso | Guillermo Cuadra Fernández Judith Romano |
| Stéphanie Frappart                           | Camille Soriano        |                        | Willy Delajod                            |
| Katalin Kulcsár                              | Anita Vad              |                        | Tamás Bognár                             |
| Maria Sole Ferrieri Caputi Silvia Gasperotti | Francesca Di Monte     |                        | Alejandro di Paolo                       |
| Catarina Campos                              | Andreia Ferreria Sousa | Vannesa Gomes          | Tiago Martins                            |
| Iuliana Demetrescu Alina Peșu                | Daniela Constatinescu  | Mihaela Țepușă         | Cătălin Popa                             |
| Tess Olofsson                                | Almira Spahić          |                        |                                          |
| Désirée Grundbacher                          | Susanne Küng           | Linda Schmid           | Fedayi San                               |
|                                              | Ainhoa Fernández       |                        |                                          |
|                                              | Amina Gustchi          |                        |                                          |
|                                              | Heini Hyvönen          |                        |                                          |
|                                              | Irina Pozdejeva        |                        |                                          |
|                                              | Monica Løkkeberg       |                        |                                          |
|                                              | Franca Overtoom        |                        | Dennis Higler                            |
|                                              | Paulina Baranowska     |                        |                                          |
|                                              | Momčilo Marković       | Jelena Cvetković       |                                          |
|                                              | Štaša Špur             |                        | Alen Borošak                             |
|                                              | Svitlana Grushko       |                        |                                          |
| 4e officiel                                  | Hristiana Guteva       | Olatz Rivera Olmedo    | Shona Shukrula                           |

## Tirage au sort

Le SwissTech Convention Center, à Lausanne, a vu le tirage au sort prendre place.

Le tirage au sort de la phase finale de l'Euro 2025 a lieu le 16 décembre 2024, au SwissTech Convention Center à Lausanne avec la Suisse, hôte, placée en position de groupe A1.
L'ancien footballeur, Ian Wright, et la présentatrice sportive suisse, Annette Fetscherin, ont animé le tirage au sort. Les invités du tirage au sort étaient tous des footballeurs ayant participé à un Euro masculin ou féminin. Ces joueurs étaient : Leonardo Bonucci, Verónica Boquete, Lara Dickenmann, Sami Khedira, Jill Scott, Caroline Seger, Xherdan Shaqiri et Raphaël Varane.
Le tirage au sort a commencé par l'attribution de la position A1 au pays hôte, la Suisse. Le tirage au sort s'est poursuivi avec, dans l'ordre, les pots 1, 2, 3 et 4, chaque équipe sélectionnée étant ensuite répartie dans le premier groupe disponible par ordre alphabétique. La position de l'équipe au sein du groupe était ensuite tirée au sort (pour les besoins du calendrier).

### Répartition par pot
Le tirage au sort a été effectué en fonction du classement général des qualifications pour l'Euro féminin 2025.
| Chapeau 1                         | Chapeau 2                            | Chapeau 3                       | Chapeau 4                                |
| --------------------------------- | ------------------------------------ | ------------------------------- | ---------------------------------------- |
| Suisse H Espagne Allemagne France | Italie Islande Danemark Angleterre T | Pays-Bas Suède Norvège Belgique | Finlande Pologne Portugal Pays de Galles |

## Premier tour
Règlement
Le classement des équipes dans un groupe est établi en fonction du nombre total de points obtenus par chacune (une victoire compte pour 3 points, un match nul 1 point, une défaite 0 point).
En cas d'égalité de points, les équipes sont classées ou départagées suivant les critères :
1. Plus grand nombre de points obtenus dans les matchs disputés entre les équipes concernées ;
2. Meilleure différence de buts dans les matchs disputés entre les équipes concernées ;
3. Plus grand nombre de buts marqués lors des matchs disputés entre les équipes concernées ;
Si, après l'application des critères 1 à 3, une partie des équipes reste encore à départager, on reprend les critères 1 à 3 pour les seules équipes concernées par cette nouvelle égalité.
Si les équipes restantes concernées ne sont toujours pas départagées, les critères suivants s’appliquent :
4. Meilleure différence de buts dans tous les matchs du groupe ;
5. Plus grand nombre de buts marqués dans tous les matchs du groupe ;
6. Si deux et seulement deux équipes sont à égalité parfaite sur tous les points du règlement, doivent être départagées pour une seule place qualificative et se rencontrent lors de la dernière journée, alors une séance de tirs au but est organisée à la fin du temps réglementaire de ce dernier match les opposant ;
7. Plus faible total de points disciplinaires sur l'ensemble du groupe, en appliquant le barème suivant :
  - Un carton jaune : 1 point ;
  - Une expulsion pour deux cartons jaunes au cours d’un match : 3 points ;
  - Un carton rouge : 3 points ;
8. Position dans le classement général de la phase de qualification.

### Groupe A
| Rang | Équipe   | Pts | J | G | N | P | Bp | Bc | Diff |
| ---- | -------- | --- | - | - | - | - | -- | -- | ---- |
| 1    | Norvège  | 9   | 3 | 3 | 0 | 0 | 8  | 5  | +3   |
| 2    | Suisse H | 4   | 3 | 1 | 1 | 1 | 4  | 3  | +1   |
| 3    | Finlande | 4   | 3 | 1 | 1 | 1 | 3  | 3  | 0    |
| 4    | Islande  | 0   | 3 | 0 | 0 | 3 | 3  | 7  | -4   |

#### 1rejournée
| Match 1              | Suisse         | 1 - 2   | Norvège                                                        | Parc Saint-Jacques, Bâle                                                  |                                                                           |
| 2 juillet 2025 21h00 | Riesen 28e     | (1 - 0) | 54e Hegerberg ( Bøe Risa) · 58e (csc) Stierli ( Graham Hansen) | Spectateurs : 34 063 Arbitrage : Alina Peşu Arbitre vidéo : Dennis Higler | Spectateurs : 34 063 Arbitrage : Alina Peşu Arbitre vidéo : Dennis Higler |
| 2 juillet 2025 21h00 | Vallotto 90+6e | Rapport | 85e Bjelde                                                     | Spectateurs : 34 063 Arbitrage : Alina Peşu Arbitre vidéo : Dennis Higler | Spectateurs : 34 063 Arbitrage : Alina Peşu Arbitre vidéo : Dennis Higler |

La Suisse a commencé « son Euro » à domicile par une défaite 2-1 face à la Norvège, malgré une première mi-temps convaincante et une ouverture du score de Nadine Riesen. Les Norvégiennes ont renversé la situation en quatre minutes au retour des vestiaires grâce à un but d’Ada Hegerberg et un contre-son-camp suisse. Dominatrices mais inefficaces, les Suissesses se sont sabordées malgré le soutien de plus de 34 000 spectateurs à Bâle,.
| Match 2              | Islande               | 0 - 1   | Finlande               | Arena Thoune, Thoune                                                         |                                                                              |
| 2 juillet 2025 18h00 |                       | (0 - 0) | 70e Kosola ( Summanen) | Spectateurs : 7 683 Arbitrage : Katalin Kulcsár Arbitre vidéo : Tamás Bognár | Spectateurs : 7 683 Arbitrage : Katalin Kulcsár Arbitre vidéo : Tamás Bognár |
| 2 juillet 2025 18h00 | Antonsdóttir 52e, 58e | Rapport | 3e Nyström             | Spectateurs : 7 683 Arbitrage : Katalin Kulcsár Arbitre vidéo : Tamás Bognár | Spectateurs : 7 683 Arbitrage : Katalin Kulcsár Arbitre vidéo : Tamás Bognár |

La Finlande a entamé la compétition par une victoire 1‑0 contre l’Islande à Thoune. Réduite à dix à la 58e minute après un second avertissement adressé à Hildur Antonsdóttir, l’Islande a ensuite concédé un superbe but en pleine lucarne de Katariina Kosola à la 70e minute, offrant ainsi les trois points à la Finlande,.

#### 2ejournée
| Match 9              | Suisse                                                 | 2 - 0   | Islande                                                      | Stade du Wankdorf, Berne                                                                        |                                                                                                 |
| 6 juillet 2025 21h00 | ( Schertenleib) Reuteler 76e · ( Wandeler) Pilgrim 90e | (0 - 0) |                                                              | Spectateurs : 29 658 Arbitrage : Marta Huerta de Aza Arbitre vidéo : Guillermo Cuadra Fernandez | Spectateurs : 29 658 Arbitrage : Marta Huerta de Aza Arbitre vidéo : Guillermo Cuadra Fernandez |
| 6 juillet 2025 21h00 |                                                        | Rapport | 23e Sigurðardóttir · 25e Jóhannsdóttir · 65e Vilhjálmsdóttir | Spectateurs : 29 658 Arbitrage : Marta Huerta de Aza Arbitre vidéo : Guillermo Cuadra Fernandez | Spectateurs : 29 658 Arbitrage : Marta Huerta de Aza Arbitre vidéo : Guillermo Cuadra Fernandez |

| Match 10             | Norvège                                        | 2 - 1   | Finlande                 | Stade de Tourbillon, Sion                                                           |                                                                                     |
| 6 juillet 2025 18h00 | Nyström 3e (csc) · ( Reiten) Graham Hansen 84e | (1 - 1) | 32e Sevenius (O. Siren ) | Spectateurs : 7 376 Arbitrage : Silvia Gasperotti Arbitre vidéo : Aleandro Di Paolo | Spectateurs : 7 376 Arbitrage : Silvia Gasperotti Arbitre vidéo : Aleandro Di Paolo |
| 6 juillet 2025 18h00 | Rapport                                        |         |                          | Spectateurs : 7 376 Arbitrage : Silvia Gasperotti Arbitre vidéo : Aleandro Di Paolo | Spectateurs : 7 376 Arbitrage : Silvia Gasperotti Arbitre vidéo : Aleandro Di Paolo |

#### 3ejournée
| Match 17              | Finlande          | 1 - 1   | Suisse                     | Stade de Genève, Genève                                                           |                                                                                   |
| 10 juillet 2025 21h00 | Kuikka 79e (pen.) | (0 - 0) | 90+2e Xhemaili (Reuteler ) | Spectateurs : 26 388 Arbitrage : Stéphanie Frappart Arbitre vidéo : Willy Delajod | Spectateurs : 26 388 Arbitrage : Stéphanie Frappart Arbitre vidéo : Willy Delajod |
| 10 juillet 2025 21h00 | Koivunen 90+1e    | Rapport | 34e Reuteler               | Spectateurs : 26 388 Arbitrage : Stéphanie Frappart Arbitre vidéo : Willy Delajod | Spectateurs : 26 388 Arbitrage : Stéphanie Frappart Arbitre vidéo : Willy Delajod |

| Match 18              | Norvège                                                                                           | 4 - 3   | Islande                                                                              | Arena Thoune, Thoune                                                       |                                                                            |
| 10 juillet 2025 21h00 | ( Bøe Risa) Gaupset 15e · ( Bøe Risa) Gaupset 26e · ( Gaupset) Maanum 49e · ( Gaupset) Maanum 76e | (2 - 1) | 6e Jónsdóttir (Jóhannsdóttir ) · 84e Eiríksdóttir (Jónsdóttir ) · 90+5e Viggósdóttir | Spectateurs : 7 859 Arbitrage : Alina Peşu Arbitre vidéo : Katrin Rafalski | Spectateurs : 7 859 Arbitrage : Alina Peşu Arbitre vidéo : Katrin Rafalski |
| 10 juillet 2025 21h00 | Lund 64e, 90+4e                                                                                   | Rapport | 34e Viggósdóttir                                                                     | Spectateurs : 7 859 Arbitrage : Alina Peşu Arbitre vidéo : Katrin Rafalski | Spectateurs : 7 859 Arbitrage : Alina Peşu Arbitre vidéo : Katrin Rafalski |

### Groupe B
| Rang | Équipe   | Pts | J | G | N | P | Bp | Bc | Diff |
| ---- | -------- | --- | - | - | - | - | -- | -- | ---- |
| 1    | Espagne  | 9   | 3 | 3 | 0 | 0 | 14 | 3  | +11  |
| 2    | Italie   | 4   | 3 | 1 | 1 | 1 | 3  | 4  | -1   |
| 3    | Belgique | 3   | 3 | 1 | 0 | 2 | 4  | 8  | -4   |
| 4    | Portugal | 1   | 3 | 0 | 1 | 2 | 2  | 8  | -6   |

#### 1rejournée
| Match 3              | Espagne | 5 - 0   | Portugal | Stade du Wankdorf, Berne                                                           |                                                                                    |
| 3 juillet 2025 21h00 | ( Carmona) González 2e · ( Caldentey) López 7e · ( Caldentey) Putellas 41e · ( Pina) González 43e · ( Paralluelo) Martín-Prieto 90+3e | (4 - 0) |          | Spectateurs : 29 520 Arbitrage : Iuliana Demetrescu Arbitre vidéo : Jarred Gillett | Spectateurs : 29 520 Arbitrage : Iuliana Demetrescu Arbitre vidéo : Jarred Gillett |
| 3 juillet 2025 21h00 | Aleixandri 52e | Rapport |          | Spectateurs : 29 520 Arbitrage : Iuliana Demetrescu Arbitre vidéo : Jarred Gillett | Spectateurs : 29 520 Arbitrage : Iuliana Demetrescu Arbitre vidéo : Jarred Gillett |

Avec 29 520 spectateurs, il s'agit du record d'affluence pour un match de groupe de l'Euro sans le pays hôte.
| Match 4              | Belgique | 0 - 1   | Italie                                       | Stade de Tourbillon, Sion                                                      |                                                                                |
| 3 juillet 2025 18h00 |          | (0 - 1) | 44e Caruso ( Di Guglielmo)                   | Spectateurs : 7 544 Arbitrage : Désirée Grundbacher Arbitre vidéo : Fedayi San | Spectateurs : 7 544 Arbitrage : Désirée Grundbacher Arbitre vidéo : Fedayi San |
| 3 juillet 2025 18h00 | Kees 80e | Rapport | 16e Lenzini · 33e Di Guglielmo · 51e Cantore | Spectateurs : 7 544 Arbitrage : Désirée Grundbacher Arbitre vidéo : Fedayi San | Spectateurs : 7 544 Arbitrage : Désirée Grundbacher Arbitre vidéo : Fedayi San |

#### 2ejournée
| Match 11             | Portugal             | 1 - 1   | Italie                | Stade de Genève, Genève                                                            |                                                                                    |
| 7 juillet 2025 21h00 | ( D.Silva) Gomes 89e | (0 - 0) | 70e Girelli ( Greggi) | Spectateurs : 22 713 Arbitrage : Ivana Martinčić Arbitre vidéo : Christian Dingert | Spectateurs : 22 713 Arbitrage : Ivana Martinčić Arbitre vidéo : Christian Dingert |
| 7 juillet 2025 21h00 | Borges 90+6e         | Rapport | 40e Giugliano         | Spectateurs : 22 713 Arbitrage : Ivana Martinčić Arbitre vidéo : Christian Dingert | Spectateurs : 22 713 Arbitrage : Ivana Martinčić Arbitre vidéo : Christian Dingert |

| Match 12             | Espagne | 6 - 2   | Belgique                                                 | Arena Thoune, Thoune                                                         |                                                                              |
| 7 juillet 2025 18h00 | ( López) Putellas 22e · ( Pina) Paredes 39e · ( Putellas) González 52e · Caldentey 61e · ( Putellas) Pina 81e · Putellas 86e | (2 - 1) | 24e Vanhaevermaet ( Wullaert) · 50e Eurlings ( Wullaert) | Spectateurs : 7 961 Arbitrage : Katalin Kulcsár Arbitre vidéo : Tamás Bognár | Spectateurs : 7 961 Arbitrage : Katalin Kulcsár Arbitre vidéo : Tamás Bognár |
| 7 juillet 2025 18h00 | Batlle 79e | Rapport | 28e Teulings · 41e Tysiak                                | Spectateurs : 7 961 Arbitrage : Katalin Kulcsár Arbitre vidéo : Tamás Bognár | Spectateurs : 7 961 Arbitrage : Katalin Kulcsár Arbitre vidéo : Tamás Bognár |

#### 3ejournée
| Match 19              | Italie       | 1 - 3   | Espagne                                                                  | Stade du Wankdorf, Berne                                                          |                                                                                   |
| 11 juillet 2025 21h00 | Oliviero 10e | (1 - 1) | 14e Del Castillo ( Putellas) · 49e Guijarro · 90+1e González ( Putellas) | Spectateurs : 29 644 Arbitrage : Iuliana Demetrescu Arbitre vidéo : Dennis Higler | Spectateurs : 29 644 Arbitrage : Iuliana Demetrescu Arbitre vidéo : Dennis Higler |
| 11 juillet 2025 21h00 | Rapport      |         |                                                                          | Spectateurs : 29 644 Arbitrage : Iuliana Demetrescu Arbitre vidéo : Dennis Higler | Spectateurs : 29 644 Arbitrage : Iuliana Demetrescu Arbitre vidéo : Dennis Higler |

| Match 20              | Portugal                   | 1 - 2   | Belgique                               | Stade de Tourbillon, Sion                                                    |                                                                              |
| 11 juillet 2025 21h00 | ( Nazareth) Encarnação 87e | (0 - 1) | 3e Wullaert ( Janssens) · 90+6e Cayman | Spectateurs : 7 515 Arbitrage : Tess Olofsson Arbitre vidéo : Jarred Gillett | Spectateurs : 7 515 Arbitrage : Tess Olofsson Arbitre vidéo : Jarred Gillett |
| 11 juillet 2025 21h00 | Gomes 30e · F. Pinto 90+1e | Rapport | 60e Vanhaevermaet · 89e Dhont          | Spectateurs : 7 515 Arbitrage : Tess Olofsson Arbitre vidéo : Jarred Gillett | Spectateurs : 7 515 Arbitrage : Tess Olofsson Arbitre vidéo : Jarred Gillett |

### Groupe C
| Rang | Équipe    | Pts | J | G | N | P | Bp | Bc | Diff |
| ---- | --------- | --- | - | - | - | - | -- | -- | ---- |
| 1    | Suède     | 9   | 3 | 3 | 0 | 0 | 8  | 1  | +7   |
| 2    | Allemagne | 6   | 3 | 2 | 0 | 1 | 5  | 5  | 0    |
| 3    | Pologne   | 3   | 3 | 1 | 0 | 2 | 3  | 7  | -4   |
| 4    | Danemark  | 0   | 3 | 0 | 0 | 3 | 3  | 6  | -3   |

#### 1rejournée
| Match 5              | Allemagne                                   | 2 - 0   | Pologne                         | Arena Saint-Gall, Saint-Gall                                                      |                                                                                   |
| 4 juillet 2025 21h00 | ( Wamser) Brand 52e · ( Brand) Schüller 66e | (0 - 0) |                                 | Spectateurs : 15 972 Arbitrage : Stéphanie Frappart Arbitre vidéo : Willy Delajod | Spectateurs : 15 972 Arbitrage : Stéphanie Frappart Arbitre vidéo : Willy Delajod |
| 4 juillet 2025 21h00 |                                             | Rapport | 70e Achcińska · 90+2e Słowińska | Spectateurs : 15 972 Arbitrage : Stéphanie Frappart Arbitre vidéo : Willy Delajod | Spectateurs : 15 972 Arbitrage : Stéphanie Frappart Arbitre vidéo : Willy Delajod |

| Match 6              | Danemark   | 0 - 1   | Suède                    | Stade de Genève, Genève                                                            |                                                                                    |
| 4 juillet 2025 18h00 |            | (0 - 0) | 55e Angeldahl ( Asllani) | Spectateurs : 17 319 Arbitrage : Edina Alves Batista Arbitre vidéo : Tiago Martins | Spectateurs : 17 319 Arbitrage : Edina Alves Batista Arbitre vidéo : Tiago Martins |
| 4 juillet 2025 18h00 | Snerle 45e | Rapport |                          | Spectateurs : 17 319 Arbitrage : Edina Alves Batista Arbitre vidéo : Tiago Martins | Spectateurs : 17 319 Arbitrage : Edina Alves Batista Arbitre vidéo : Tiago Martins |

#### 2ejournée
| Match 13             | Allemagne                                 | 2 - 1   | Danemark       | Parc Saint-Jacques, Bâle                                                      |                                                                               |
| 8 juillet 2025 18h00 | Nüsken 56e (pen.) · ( Brand) Schüller 66e | (0 - 1) | 26e Vangsgaard | Spectateurs : 34 165 Arbitrage : Catarina Campos Arbitre vidéo : Alen Borošak | Spectateurs : 34 165 Arbitrage : Catarina Campos Arbitre vidéo : Alen Borošak |
| 8 juillet 2025 18h00 | Knaak 48e                                 | Rapport | 51e Veje       | Spectateurs : 34 165 Arbitrage : Catarina Campos Arbitre vidéo : Alen Borošak | Spectateurs : 34 165 Arbitrage : Catarina Campos Arbitre vidéo : Alen Borošak |

| Match 14             | Pologne      | 0 - 3   | Suède                                                                          | Stade de l'Allmend, Lucerne                                                                |                                                                                            |
| 8 juillet 2025 21h00 |              | (0 - 1) | 28e Blackstenius ( Asllani) · 52e Asllani ( Kaneryd) · 77e Hurtig ( Andersson) | Spectateurs : 14 176 Arbitrage : Maria Sole Ferrieri Caputi Arbitre vidéo : Jarred Gillett | Spectateurs : 14 176 Arbitrage : Maria Sole Ferrieri Caputi Arbitre vidéo : Jarred Gillett |
| 8 juillet 2025 21h00 | Szymczak 89e | Rapport | 30e Asllani                                                                    | Spectateurs : 14 176 Arbitrage : Maria Sole Ferrieri Caputi Arbitre vidéo : Jarred Gillett | Spectateurs : 14 176 Arbitrage : Maria Sole Ferrieri Caputi Arbitre vidéo : Jarred Gillett |

#### 3ejournée
| Match 21              | Suède                                                                                 | 4 - 1   | Allemagne                            | Stade du Letzigrund, Zurich                                                          |                                                                                      |
| 12 juillet 2025 21h00 | ( Asllani) Blackstenius 12e · Holmberg 25e · Rolfö 34e (pen.) · ( Kaneryd) Hurtig 80e | (3 - 1) | 7e Brand ( Wamser)                   | Spectateurs : 22 552 Arbitrage : Silvia Gasperotti Arbitre vidéo : Aleandro Di Paolo | Spectateurs : 22 552 Arbitrage : Silvia Gasperotti Arbitre vidéo : Aleandro Di Paolo |
| 12 juillet 2025 21h00 | Knaak 48e                                                                             | Rapport | 21e Nüsken · 31e Wamser · 56e Linder | Spectateurs : 22 552 Arbitrage : Silvia Gasperotti Arbitre vidéo : Aleandro Di Paolo | Spectateurs : 22 552 Arbitrage : Silvia Gasperotti Arbitre vidéo : Aleandro Di Paolo |

| Match 22              | Pologne                                                        | 3 - 2   | Danemark                                     | Stade de l'Allmend, Lucerne                                                                     |                                                                                                 |
| 12 juillet 2025 21h00 | Padilla 13e · ( Padilla) Pajor 20e · ( Padilla) Wiankowska 76e | (2 - 0) | 59e Thomsen ( Holmgaard) · 83e Bruun ( Veje) | Spectateurs : 14 213 Arbitrage : Olatz Rivera Olmedo Arbitre vidéo : Guillermo Cuadra Fernandez | Spectateurs : 14 213 Arbitrage : Olatz Rivera Olmedo Arbitre vidéo : Guillermo Cuadra Fernandez |
| 12 juillet 2025 21h00 | Pawollek 79e                                                   | Rapport | 80e Nadim                                    | Spectateurs : 14 213 Arbitrage : Olatz Rivera Olmedo Arbitre vidéo : Guillermo Cuadra Fernandez | Spectateurs : 14 213 Arbitrage : Olatz Rivera Olmedo Arbitre vidéo : Guillermo Cuadra Fernandez |

### Groupe D
| Rang | Équipe         | Pts | J | G | N | P | Bp | Bc | Diff |
| ---- | -------------- | --- | - | - | - | - | -- | -- | ---- |
| 1    | France         | 9   | 3 | 3 | 0 | 0 | 11 | 4  | +7   |
| 2    | Angleterre T   | 6   | 3 | 2 | 0 | 1 | 11 | 3  | +8   |
| 3    | Pays-Bas       | 3   | 3 | 1 | 0 | 2 | 5  | 9  | -4   |
| 4    | Pays de Galles | 0   | 3 | 0 | 0 | 3 | 2  | 13 | -11  |

#### 1rejournée
| Match 7              | France                                     | 2 - 1   | Angleterre | Stade du Letzigrund, Zurich                                                      |                                                                                  |
| 5 juillet 2025 21h00 | ( D. Cascarino) Katoto 36e · Baltimore 39e | (2 - 0) | 87e Walsh  | Spectateurs : 22 542 Arbitrage : Tess Olofsson Arbitre vidéo : Christian Dingert | Spectateurs : 22 542 Arbitrage : Tess Olofsson Arbitre vidéo : Christian Dingert |
| 5 juillet 2025 21h00 | Peyraud-Magnin 90+1e                       | Rapport | 75e Toone  | Spectateurs : 22 542 Arbitrage : Tess Olofsson Arbitre vidéo : Christian Dingert | Spectateurs : 22 542 Arbitrage : Tess Olofsson Arbitre vidéo : Christian Dingert |

| Match 8              | Pays de Galles | 0 - 3   | Pays-Bas                                                                        | Stade de l'Allmend, Lucerne                                                      |                                                                                  |
| 5 juillet 2025 18h00 |                | (0 - 1) | 45+3e Miedema ( van de Donk) · 48e Pelova ( van de Donk) · 57e Brugts ( Pelova) | Spectateurs : 14 147 Arbitrage : Frida Klarlund Arbitre vidéo : Momčilo Marković | Spectateurs : 14 147 Arbitrage : Frida Klarlund Arbitre vidéo : Momčilo Marković |
| 5 juillet 2025 18h00 | Woodham 24e    | Rapport |                                                                                 | Spectateurs : 14 147 Arbitrage : Frida Klarlund Arbitre vidéo : Momčilo Marković | Spectateurs : 14 147 Arbitrage : Frida Klarlund Arbitre vidéo : Momčilo Marković |

#### 2ejournée
| Match 15             | Angleterre                                                                   | 4 - 0   | Pays-Bas     | Stade du Letzigrund, Zurich                                                |                                                                            |
| 9 juillet 2025 18h00 | ( Russo) James 22e · ( Russo) Stanway 45+1e · James 60e · ( Russo) Toone 67e | (2 - 0) |              | Spectateurs : 22 600 Arbitrage : Edina Alves Arbitre vidéo : Tiago Martins | Spectateurs : 22 600 Arbitrage : Edina Alves Arbitre vidéo : Tiago Martins |
| 9 juillet 2025 18h00 |                                                                              | Rapport | 69e Dijkstra | Spectateurs : 22 600 Arbitrage : Edina Alves Arbitre vidéo : Tiago Martins | Spectateurs : 22 600 Arbitrage : Edina Alves Arbitre vidéo : Tiago Martins |

| Match 16             | France                                                                   | 4 - 1   | Pays de Galles             | Arena Saint-Gall, Saint-Gall                                                    |                                                                                 |
| 9 juillet 2025 21h00 | Mateo 8e · Diani 45+1e (pen.) · ( Mateo) Majri 53e · ( Diani) Geyoro 63e | (2 - 1) | 13e Fishlock ( Holland)    | Spectateurs : 15 886 Arbitrage : Désirée Grundbacher Arbitre vidéo : Fedayi San | Spectateurs : 15 886 Arbitrage : Désirée Grundbacher Arbitre vidéo : Fedayi San |
| 9 juillet 2025 21h00 | Bacha 42e · Gago 80e                                                     | Rapport | 21e Fishlock · 79e Holland | Spectateurs : 15 886 Arbitrage : Désirée Grundbacher Arbitre vidéo : Fedayi San | Spectateurs : 15 886 Arbitrage : Désirée Grundbacher Arbitre vidéo : Fedayi San |

#### 3ejournée
| Match 23              | Pays-Bas                     | 2 - 5   | France | Parc Saint-Jacques, Bâle                                                    |                                                                             |
| 13 juillet 2025 21h00 | Pelova 26e · Bacha 41e (csc) | (2 - 1) | 22e Toletti (Katoto ) · 61e Katoto (Cascarino ) · 64e Cascarino (Karchaoui ) · 67e Cascarino · 90+2e (pen.) Karchaoui | Spectateurs : 34 133 Arbitrage : Ivana Martincic Arbitre vidéo : Fedayi San | Spectateurs : 34 133 Arbitrage : Ivana Martincic Arbitre vidéo : Fedayi San |
| 13 juillet 2025 21h00 | Pelova 35e · Groenen 45+3e   | Rapport | | Spectateurs : 34 133 Arbitrage : Ivana Martincic Arbitre vidéo : Fedayi San | Spectateurs : 34 133 Arbitrage : Ivana Martincic Arbitre vidéo : Fedayi San |

| Match 24              | Angleterre | 6 - 1   | Pays de Galles       | Arena Saint-Gall, Saint-Gall                                                  |                                                                               |
| 13 juillet 2025 21h00 | Stanway 13e (pen.) · Toone 21e · (Toone ) Hemp 30e · (Toone ) Russo 44e · (Beever-Jones ) Mead 72e · (Mead ) Beever-Jones 89e | (4 - 0) | 76e Cain (Fishlock ) | Spectateurs : 15 953 Arbitrage : Frida Klarlund Arbitre vidéo : Tiago Martins | Spectateurs : 15 953 Arbitrage : Frida Klarlund Arbitre vidéo : Tiago Martins |
| 13 juillet 2025 21h00 | Rapport |         |                      | Spectateurs : 15 953 Arbitrage : Frida Klarlund Arbitre vidéo : Tiago Martins | Spectateurs : 15 953 Arbitrage : Frida Klarlund Arbitre vidéo : Tiago Martins |

## Phase à élimination directe

### Tableau final
|  | Quarts de finale    | Quarts de finale    | Quarts de finale    | Quarts de finale    |            |            | Demi-finales        | Demi-finales        | Demi-finales        | Demi-finales        |  |  | Finale            | Finale            | Finale            | Finale            |
|  |                     |                     |                     |                     |            |            |                     |                     |                     |                     |  |  |                   |                   |                   |                   |
|  | 17 juillet - Zurich | 17 juillet - Zurich | 17 juillet - Zurich | 17 juillet - Zurich |            |            | 22 juillet - Genève | 22 juillet - Genève | 22 juillet - Genève | 22 juillet - Genève |  |  | 27 juillet - Bâle | 27 juillet - Bâle | 27 juillet - Bâle | 27 juillet - Bâle |
|  | 17 juillet - Zurich | 17 juillet - Zurich | 17 juillet - Zurich | 17 juillet - Zurich |            |            | 22 juillet - Genève | 22 juillet - Genève | 22 juillet - Genève | 22 juillet - Genève |  |  | 27 juillet - Bâle | 27 juillet - Bâle | 27 juillet - Bâle | 27 juillet - Bâle |
|  | C1                  | Suède               | 2 ap (2)            | 2 ap (2)            |            |            | 22 juillet - Genève | 22 juillet - Genève | 22 juillet - Genève | 22 juillet - Genève |  |  | 27 juillet - Bâle | 27 juillet - Bâle | 27 juillet - Bâle | 27 juillet - Bâle |
|  | C1                  | Suède               | 2 ap (2)            | 2 ap (2)            |            |            | 22 juillet - Genève | 22 juillet - Genève | 22 juillet - Genève | 22 juillet - Genève |  |  | 27 juillet - Bâle | 27 juillet - Bâle | 27 juillet - Bâle | 27 juillet - Bâle |
|  | D2                  | Angleterre          | 2 tab (3)           | 2 tab (3)           |            |            | 22 juillet - Genève | 22 juillet - Genève | 22 juillet - Genève | 22 juillet - Genève |  |  | 27 juillet - Bâle | 27 juillet - Bâle | 27 juillet - Bâle | 27 juillet - Bâle |
|  | D2                  | Angleterre          | 2 tab (3)           | 2 tab (3)           | Angleterre | Angleterre | 2 ap                | 2 ap                |                     |                     |  |  | 27 juillet - Bâle | 27 juillet - Bâle | 27 juillet - Bâle | 27 juillet - Bâle |
|  | 16 juillet - Genève |                     |                     |                     | Angleterre | Angleterre | 2 ap                | 2 ap                |                     |                     |  |  | 27 juillet - Bâle | 27 juillet - Bâle | 27 juillet - Bâle | 27 juillet - Bâle |
|  |                     |                     | Italie              | Italie              | 1          | 1          |                     |                     |                     |                     |  |  | 27 juillet - Bâle | 27 juillet - Bâle | 27 juillet - Bâle | 27 juillet - Bâle |
|  | A1                  | Norvège             | Italie              | Italie              | 1          | 1          | 1                   | 1                   |                     |                     |  |  | 27 juillet - Bâle | 27 juillet - Bâle | 27 juillet - Bâle | 27 juillet - Bâle |
|  | A1                  | Norvège             | 23 juillet - Zurich |                     |            |            | 1                   | 1                   |                     |                     |  |  | 27 juillet - Bâle | 27 juillet - Bâle | 27 juillet - Bâle | 27 juillet - Bâle |
|  | B2                  | Italie              | 2                   | 2                   |            |            |                     |                     |                     |                     |  |  | 27 juillet - Bâle | 27 juillet - Bâle | 27 juillet - Bâle | 27 juillet - Bâle |
|  | B2                  | Italie              | 2                   | 2                   | Angleterre | Angleterre | 1 tab (3)           | 1 tab (3)           |                     |                     |  |  |                   |                   |                   |                   |
|  | 19 juillet - Bâle   |                     |                     |                     | Angleterre | Angleterre | 1 tab (3)           | 1 tab (3)           |                     |                     |  |  |                   |                   |                   |                   |
|  |                     |                     | Espagne             | Espagne             | 1 ap (1)   | 1 ap (1)   |                     |                     |                     |                     |  |  |                   |                   |                   |                   |
|  | D1                  | France              | Espagne             | Espagne             | 1 ap (1)   | 1 ap (1)   | 1 ap (5)            | 1 ap (5)            |                     |                     |  |  |                   |                   |                   |                   |
|  | D1                  | France              |                     |                     |            |            |                     |                     |                     |                     |  |  |                   |                   |                   |                   |
|  | C2                  | Allemagne           | 1 tab (6)           | 1 tab (6)           |            |            |                     |                     |                     |                     |  |  |                   |                   |                   |                   |
|  | C2                  | Allemagne           | 1 tab (6)           | 1 tab (6)           | Allemagne  | Allemagne  | 0                   | 0                   |                     |                     |  |  |                   |                   |                   |                   |
|  | 18 juillet - Berne  |                     |                     |                     | Allemagne  | Allemagne  | 0                   | 0                   |                     |                     |  |  |                   |                   |                   |                   |
|  |                     |                     | Espagne             | Espagne             | 1 ap       | 1 ap       |                     |                     |                     |                     |  |  |                   |                   |                   |                   |
|  | B1                  | Espagne             | Espagne             | Espagne             | 1 ap       | 1 ap       | 2                   | 2                   |                     |                     |  |  |                   |                   |                   |                   |
|  | B1                  | Espagne             |                     |                     |            |            |                     | 2                   |                     |                     |  |  |                   |                   |                   |                   |
|  | A2                  | Suisse              | 0                   | 0                   |            |            |                     |                     |                     |                     |  |  |                   |                   |                   |                   |
|  | A2                  | Suisse              | 0                   | 0                   |            |            |                     |                     |                     |                     |  |  |                   |                   |                   |                   |
|  |                     |                     |                     |                     |            |            |                     |                     |                     |                     |  |  |                   |                   |                   |                   |

### Quarts de finale
| Quart de finale 1     | Norvège                 | 1 - 2   | Italie                                          | Stade de Genève, Genève                                                           |                                                                                   |
| 16 juillet 2025 21h00 | ( Mjelde) Hegerberg 66e | (0 - 0) | 50e Girelli (Cantore ) · 90e Girelli (Cantore ) | Spectateurs : 26 276 Arbitrage : Stéphanie Frappart Arbitre vidéo : Willy Delajod | Spectateurs : 26 276 Arbitrage : Stéphanie Frappart Arbitre vidéo : Willy Delajod |
| 16 juillet 2025 21h00 | Naalsund 23e            | Rapport | 58e Linari                                      | Spectateurs : 26 276 Arbitrage : Stéphanie Frappart Arbitre vidéo : Willy Delajod | Spectateurs : 26 276 Arbitrage : Stéphanie Frappart Arbitre vidéo : Willy Delajod |

| Quart de finale 2     | Suède                                                                        | 2 - 2 ap              | Angleterre                                                  | Stade du Letzigrund, Zurich                                                                     |                                                                                                 |
| 17 juillet 2025 21h00 | ( Blackstenius) Asllani 2e · ( Zigiotti Olme) Blackstenius 25e               | (2 - 0, 2 - 2, 2 - 2) | 79e Bronze (Kelly ) · 81e Agyemang                          | Spectateurs : 22 397 Arbitrage : Marta Huerta de Aza Arbitre vidéo : Guillermo Cuadra Fernández | Spectateurs : 22 397 Arbitrage : Marta Huerta de Aza Arbitre vidéo : Guillermo Cuadra Fernández |
| 17 juillet 2025 21h00 | Zigiotti Olme 87e                                                            | Rapport               | 87e Agyemang · 90e Kelly ·                                  | Spectateurs : 22 397 Arbitrage : Marta Huerta de Aza Arbitre vidéo : Guillermo Cuadra Fernández | Spectateurs : 22 397 Arbitrage : Marta Huerta de Aza Arbitre vidéo : Guillermo Cuadra Fernández |
| 17 juillet 2025 21h00 | Angeldahl · Zigiotti Olme · Eriksson · Björn · Falk · Jakobsson · Holmberg · | Tirs au but 2 - 3     | Russo · James · Mead · Greenwood · Kelly · Clinton · Bronze | Spectateurs : 22 397 Arbitrage : Marta Huerta de Aza Arbitre vidéo : Guillermo Cuadra Fernández | Spectateurs : 22 397 Arbitrage : Marta Huerta de Aza Arbitre vidéo : Guillermo Cuadra Fernández |

| Quart de finale 3     | Espagne                                | 2 - 0   | Suisse                                                    | Stade du Wankdorf, Berne                                                                      |                                                                                               |
| 18 juillet 2025 21h00 | ( Bonmatí) del Castillo 66e · Pina 71e | (0 - 0) |                                                           | Spectateurs : 29 734 Arbitrage : Maria Sole Ferrieri Caputi Arbitre vidéo : Aleandro Di Paolo | Spectateurs : 29 734 Arbitrage : Maria Sole Ferrieri Caputi Arbitre vidéo : Aleandro Di Paolo |
| 18 juillet 2025 21h00 | Aleixandri 25e                         | Rapport | 64e Pilgrim · 72e Wälti · 83e Crnogorčević · 90+2e Maritz | Spectateurs : 29 734 Arbitrage : Maria Sole Ferrieri Caputi Arbitre vidéo : Aleandro Di Paolo | Spectateurs : 29 734 Arbitrage : Maria Sole Ferrieri Caputi Arbitre vidéo : Aleandro Di Paolo |

| Quart de finale 4     | France                                                                       | 1 - 1 ap              | Allemagne                                                   | Parc Saint-Jacques, Bâle                                                      |                                                                               |
| 19 juillet 2025 21h00 | Geyoro 15e (pen.)                                                            | (1 - 1, 1 - 1, 1 - 1) | 25e Nüsken (Bühl )                                          | Spectateurs : 34 128 Arbitrage : Tess Olofsson Arbitre vidéo : Jarred Gillett | Spectateurs : 34 128 Arbitrage : Tess Olofsson Arbitre vidéo : Jarred Gillett |
| 19 juillet 2025 21h00 | Diani 19e · Lakrar 115e                                                      | Rapport               | 13e Hendrich · 53e Brand · 75e Nüsken · 101e Kett ·         | Spectateurs : 34 128 Arbitrage : Tess Olofsson Arbitre vidéo : Jarred Gillett | Spectateurs : 34 128 Arbitrage : Tess Olofsson Arbitre vidéo : Jarred Gillett |
| 19 juillet 2025 21h00 | Majri · Karchaoui · Malard · Baltimore · Jean-François · N'Dongala · Sombath | Tirs au but 5 - 6     | Minge · Dallmann · Knaak · Däbritz · Berger · Bühl · Nüsken | Spectateurs : 34 128 Arbitrage : Tess Olofsson Arbitre vidéo : Jarred Gillett | Spectateurs : 34 128 Arbitrage : Tess Olofsson Arbitre vidéo : Jarred Gillett |

### Demi-finales
| Demi-finale 1         | Angleterre                  | 2 - 1 ap              | Italie                    | Stade de Genève, Genève                                                        |                                                                                |
| 22 juillet 2025 21h00 | Agyemang 90+6e · Kelly 119e | (0 - 1, 1 - 1, 1 - 1) | 33e Bonansea (Cantore )   | Spectateurs : 26 539 Arbitrage : Ivana Martinčić Arbitre vidéo : Dennis Higler | Spectateurs : 26 539 Arbitrage : Ivana Martinčić Arbitre vidéo : Dennis Higler |
| 22 juillet 2025 21h00 | Morgan 90+2e · Mead 120+4e  | Rapport               | 74e Giuliani · 88e Linari | Spectateurs : 26 539 Arbitrage : Ivana Martinčić Arbitre vidéo : Dennis Higler | Spectateurs : 26 539 Arbitrage : Ivana Martinčić Arbitre vidéo : Dennis Higler |

| Demi-finale 2         | Allemagne   | 0 - 1 ap              | Espagne                                        | Stade du Letzigrund, Zurich                                                        |                                                                                    |
| 23 juillet 2025 21h00 |             | (0 - 0, 0 - 0, 0 - 0) | 113e Bonmatí (del Castillo )                   | Spectateurs : 22 432 Arbitrage : Edina Alves Batista Arbitre vidéo : Tiago Martins | Spectateurs : 22 432 Arbitrage : Edina Alves Batista Arbitre vidéo : Tiago Martins |
| 23 juillet 2025 21h00 | Däbritz 17e | Rapport               | 20e González · 107e Guijarro · 111e Paralluelo | Spectateurs : 22 432 Arbitrage : Edina Alves Batista Arbitre vidéo : Tiago Martins | Spectateurs : 22 432 Arbitrage : Edina Alves Batista Arbitre vidéo : Tiago Martins |

### Finale
| Angleterre ·    |                   |      |
| Titulaires :    |                   |      |
|                 |                   |      |
| 01              | Hannah Hampton    |      |
| 02              | Lucy Bronze 59e   | 106e |
| 06              | Leah Williamson   |      |
| 16              | Jess Carter       |      |
| 05              | Alex Greenwood    |      |
| 10              | Ella Toone        | 87e  |
| 04              | Keira Walsh       |      |
| 08              | Georgia Stanway   | 115e |
| 11              | Lauren Hemp 95e   |      |
| 23              | Alessia Russo 58e | 71e  |
| 07              | Lauren James      | 41e  |
|                 |                   |      |
| Remplaçants :   |                   |      |
| 18              | Chloe Kelly       | 41e  |
| 17              | Michelle Agyemang | 71e  |
| 09              | Beth Mead         | 87e  |
| 03              | Niamh Charles     | 106e |
| 14              | Clinton           | 115e |
|                 |                   |      |
|                 |                   |      |
|                 |                   |      |
|                 |                   |      |
|                 |                   |      |
|                 |                   |      |
|                 |                   |      |
|                 |                   |      |
|                 |                   |      |
| Sélectionneur : |                   |      |
| Sarina Wiegman  |                   |      |

| Espagne ·               |                      |      |
| Titulaires :            |                      |      |
|                         |                      |      |
| 13                      | Cata Coll            |      |
| 02                      | Ona Batlle           |      |
| 04                      | Irene Paredes        |      |
| 14                      | Laia Aleixandri      |      |
| 07                      | Olga Carmona         | 106e |
| 06                      | Aitana Bonmatí       |      |
| 12                      | Patricia Guijarro    |      |
| 11                      | Alexia Putellas      | 71e  |
| 10                      | Athenea del Castillo | 89e  |
| 09                      | Esther González      | 89e  |
| 08                      | Mariona Caldentey    |      |
|                         |                      |      |
| Remplaçants :           |                      |      |
| 20                      | Claudia Pina         | 71e  |
| 18                      | Salma Paralluelo     | 89e  |
| 19                      | Vicky López          | 89e  |
| 15                      | Leila Ouahabi        | 106e |
|                         |                      |      |
|                         |                      |      |
|                         |                      |      |
|                         |                      |      |
|                         |                      |      |
|                         |                      |      |
|                         |                      |      |
|                         |                      |      |
|                         |                      |      |
| Sélectionneur :         |                      |      |
| Montserrat Tomé Vázquez |                      |      |

| Angleterre ·    |                   |      |
| Titulaires :    |                   |      |
|                 |                   |      |
| 01              | Hannah Hampton    |      |
| 02              | Lucy Bronze 59e   | 106e |
| 06              | Leah Williamson   |      |
| 16              | Jess Carter       |      |
| 05              | Alex Greenwood    |      |
| 10              | Ella Toone        | 87e  |
| 04              | Keira Walsh       |      |
| 08              | Georgia Stanway   | 115e |
| 11              | Lauren Hemp 95e   |      |
| 23              | Alessia Russo 58e | 71e  |
| 07              | Lauren James      | 41e  |
|                 |                   |      |
| Remplaçants :   |                   |      |
| 18              | Chloe Kelly       | 41e  |
| 17              | Michelle Agyemang | 71e  |
| 09              | Beth Mead         | 87e  |
| 03              | Niamh Charles     | 106e |
| 14              | Clinton           | 115e |
|                 |                   |      |
|                 |                   |      |
|                 |                   |      |
|                 |                   |      |
|                 |                   |      |
|                 |                   |      |
|                 |                   |      |
|                 |                   |      |
|                 |                   |      |
| Sélectionneur : |                   |      |
| Sarina Wiegman  |                   |      |

| Espagne ·               |                      |      |
| Titulaires :            |                      |      |
|                         |                      |      |
| 13                      | Cata Coll            |      |
| 02                      | Ona Batlle           |      |
| 04                      | Irene Paredes        |      |
| 14                      | Laia Aleixandri      |      |
| 07                      | Olga Carmona         | 106e |
| 06                      | Aitana Bonmatí       |      |
| 12                      | Patricia Guijarro    |      |
| 11                      | Alexia Putellas      | 71e  |
| 10                      | Athenea del Castillo | 89e  |
| 09                      | Esther González      | 89e  |
| 08                      | Mariona Caldentey    |      |
|                         |                      |      |
| Remplaçants :           |                      |      |
| 20                      | Claudia Pina         | 71e  |
| 18                      | Salma Paralluelo     | 89e  |
| 19                      | Vicky López          | 89e  |
| 15                      | Leila Ouahabi        | 106e |
|                         |                      |      |
|                         |                      |      |
|                         |                      |      |
|                         |                      |      |
|                         |                      |      |
|                         |                      |      |
|                         |                      |      |
|                         |                      |      |
|                         |                      |      |
| Sélectionneur :         |                      |      |
| Montserrat Tomé Vázquez |                      |      |

## Statistiques

### Classement des buteuses
4 buts
- Esther González

3 buts
- Alexia Putellas
- Cristiana Girelli
- Stina Blackstenius

2 buts
- Lea Schüller
- Jule Brand
- Sjoeke Nüsken
- Lauren James
- Georgia Stanway
- Ella Toone
- Michelle Agyemang
- Alessia Russo
- Claudia Pina
- Athenea del Castillo
- Mariona Caldentey
- Marie-Antoinette Katoto
- Delphine Cascarino
- Grace Geyoro
- Signe Gaupset
- Frida Maanum
- Ada Hegerberg
- Victoria Pelova
- Lina Hurtig
- Kosovare Asllani

1 but
- Lauren Hemp
- Beth Mead
- Aggie Beever-Jones
- Lucy Bronze
- Chloe Kelly
- Justine Vanhaevermaet
- Hannah Eurlings
- Tessa Wullaert
- Janice Cayman
- Amalie Vangsgaard
- Janni Thomsen
- Signe Bruun
- Vicky López
- Cristina Martín-Prieto
- Irene Paredes
- Patricia Guijarro
- Aitana Bonmatí
- Katariina Kosola
- Oona Sevenius
- Natalia Kuikka
- Sandy Baltimore
- Clara Mateo
- Kadidiatou Diani
- Amel Majri
- Sandie Toletti
- Sakina Karchaoui
- Arianna Caruso
- Elisabetta Oliviero
- Barbara Bonansea
- Sveindís Jane Jónsdóttir
- Hlín Eiríksdóttir
- Glódís Perla Viggósdóttir
- Caroline Graham Hansen
- Vivianne Miedema
- Esmee Brugts
- Jessica Fishlock
- Hannah Cain
- Natalia Padilla Bidas
- Ewa Pajor
- Martyna Wiankowska
- Diana Gomes
- Telma Encarnação
- Filippa Angeldahl
- Smilla Holmberg
- Fridolina Rolfö
- Nadine Riesen
- Géraldine Reuteler
- Alayah Pilgrim
- Riola Xhemaili

buts contre son camp
- Julia Stierli (pour Norvège)
- Eva Nyström (pour Norvège)
- Selma Bacha (pour Pays-Bas)

### Classement des passeuses décisives
4 passes
- Alexia Putellas

3 passes
- Alessia Russo
- Sofia Cantore
- Vilde Bøe Risa
- Kosovare Asllani

2 passes
- Jule Brand
- Carlotta Wamser
- Ella Toone
- Chloe Kelly
- Tessa Wullaert
- Mariona Caldentey
- Delphine Cascarino
- Signe Gaupset
- Daniëlle van de Donk
- Natalia Padilla Bidas
- Johanna Rytting Kaneryd

1 passe
- Klara Bühl
- Aggie Beever-Jones
- Beth Mead
- Jill Janssens
- Sara Holmgaard
- Katrine Veje
- Olga Carmona
- Salma Paralluelo
- Vicky López
- Claudia Pina
- Aitana Bonmatí
- Athenea del Castillo
- Athenea del Castillo
- Eveliina Summanen
- Oona Siren
- Clara Mateo
- Kadidiatou Diani
- Marie-Antoinette Katoto
- Sakina Karchaoui
- Lucia Di Guglielmo
- Giada Greggi
- Alexandra Jóhannsdóttir
- Sveindís Jane Jónsdóttir
- Guro Reiten
- Maren Mjelde
- Ciri Holland
- Jessica Fishlock
- Dolores Silva
- Kika Nazareth
- Jonna Andersson
- Stina Blackstenius
- Julia Zigiotti Olme
- Sydney Schertenleib
- Leila Wandeler
- Géraldine Reuteler

## Aspects socio-économiques

### Sponsors
Voici la liste des sponsors de la compétition, :
| Sponsors de l'UEFA pour la compétition |
| --- |
| - Adidas - Amazon Prime ° - Axa ° - Booking.com - Coca-Cola ° - EA Sports FC ° - Euronics - Frito-Lay ° - Grifols - Heineken - Hublot - Just Eat Takeaway - Lidl ° - PlayStation 5 ° - Unilever ° - Visa - Volkswagen |

Le symbole « ° » signifie qu'il s'agit d'un nouveau sponsor pour cette édition.

### Les préparatifs
La Suisse a déclaré que son objectif était de vendre à guichets fermés chaque match du tournoi, et d'augmenter la référence pour les événements sportifs féminins.
Le 8 mars 2024 pour célébrer à 500 jours du début du tournoi, l'Association suisse de football a organisé un événement de lancement à Berne. Lors de l'événement, ils ont lancé leur slogan pour le tournoi, Sommet des émotions.

### Des billets
Environ 720 000 billets seront en vente pour le tournoi. Les prix des billets commencent à 25 francs.

## Controverses
Le 31 janvier 2024, le gouvernement fédéral suisse a annoncé qu'il soutiendrait le tournoi à hauteur de 4 millions de Francs. Cela a suscité une controverse, vu que lors du processus d'appel d'offres, il avait promis 15 millions de Francs. Il s'agit de l'une des principales raisons pour lesquelles la candidature suisse a été remportée. De nombreuses personnes autour du football féminin et des hommes politiques Suisse ont critiqué les coupes budgétaires, des gens du premier affirmant que l'Euro 2022 a changé la perception du sport dans le pays et a eu d'importantes retombées économiques pour les villes hôtes. Concernant ce dernier, la co-présidente du groupe parlementaire “Euro 25” Corina Gredig, a déclaré que le tournoi deviendrait un « tournoi indésirable » à cause du manque d’argent. Alors que le conseiller municipal de la ville hôte Thun, Katharina Ali-Oesch, a déclaré que la ville pourrait devoir se retirer en tant que lieu hôte en raison des réductions de financement.
L'Association suisse de football a également déclaré que cet argent ne suffirait qu'en partie à ses objectifs pour le tournoi, et espérait que cette situation serait reprise dans la suite du débat politique.
Le 16 février 2024, la Commission du Conseil des Etats pour la science, l'éducation et la culture a sollicité une contribution fédérale de 15 millions de francs pour le concours. Le Conseil des Etats a pu faire adopter à l'unanimité par la Chambre basse une proposition de commission multipartite, demandant à la Confédération de soutenir l'Euro féminin 2025 en Suisse avec 15 millions de francs.
Puis, le 6 mars 2024, les huit villes hôtes ont envoyé une lettre au gouvernement fédéral leur demandant de reconsidérer leur décision, affirmant qu'elles avaient dépensé des millions pour ce tournoi et espéraient des améliorations.
Le 19 avril 2024, le maire de Lucerne Beat Züsli a déclaré que pour rendre le tournoi aussi durable que possible, les 15 millions de francs sont essentiels.
Le 27 avril 2024, le Conseil national a voté en faveur d'une augmentation du montant à 15 millions de francs.
Le 8 mai 2024, la commission des finances a également apporté son soutien à une éventuelle augmentation du soutien financier.
La décision officielle sur le montant du tournoi sera confirmée lors d'une session du Parlement suisse en juin 2024, , .

### Participation d'Israël à la qualification
Selon la Fédération écossaise, "le prochain match de qualification pour l'EURO féminin 2025 de l'UEFA entre l'Écosse et Israël à Hampden Park le 31 mai", pour des raisons de sécurité des supporters, des joueurs, du personnel de l'équipe et des officiels, "se jouera à huis clos".

## Diffuseurs
Voici la liste des pays couvrant l'évènement :
| Pays        | Diffuseur                                                             |
| ----------- | --------------------------------------------------------------------- |
| Allemagne   | ARD - ZDF                                                             |
| Autriche    | ORF                                                                   |
| Belgique    | RTBF                                                                  |
| Croatie     | HRT                                                                   |
| Danemark    | DR                                                                    |
| Espagne     | RTVE                                                                  |
| Finlande    | YLE                                                                   |
| France      | TF1 (pour un prix autour de 20 millions d'euros) - France Télévisions |
| Géorgie     | GPB                                                                   |
| Grèce       | ERT                                                                   |
| Islande     | RÚV                                                                   |
| Italie      | RAI                                                                   |
| Norvège     | NRK                                                                   |
| Pays-Bas    | NPO                                                                   |
| Pologne     | TVP                                                                   |
| Portugal    | RTP                                                                   |
| Royaume-Uni | BBC - ITV                                                             |
| Serbie      | RTS                                                                   |
| Suède       | SVT                                                                   |
| Suisse      | SSR SRG (RTS, RSI, SRF)                                               |